# 阿尔弗雷德·雷德尔

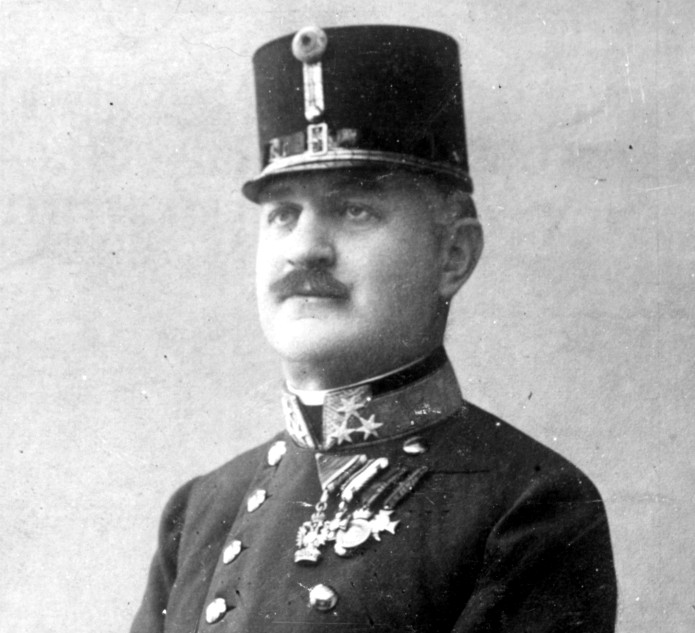
阿爾弗雷德·雷德爾

阿尔弗雷德·雷德尔（德語： 1864年3月14日—1913年5月25日）奥地利军官。

## 生平
曾任奥匈帝国陆军总参谋部反情报部门负责人，是第一次世界大战前间谍活动的主要人物之一。在他的任期内，奥匈帝国引入大量创新和先进技术。1913年，其续任借助雷德尔引入的技术揭露了雷德尔为俄罗斯帝国军队间谍的身份。随后，雷德尔自杀。据信雷德在很大程度上造成来第一次世界大战期间奥匈帝国的惨败。